# Elvio Romero
Elvio Romero (Yegros, Departamento de Caazapá, Paraguay, 1 de diciembre de 1926 - Buenos Aires, Argentina, 19 de mayo de 2004), se sitúa entre una (la de 1940) y otra generación (la de 1950), en la historia de la poesía paraguaya del siglo XX.

## Infancia y juventud
Su padre era un campesino y tallaba pequeñas figuras en madera. Tenía un tiovivo con el que viajaba de pueblo en pueblo dando espectáculos como malabarista. Estos múltiples oficios no impedían que la familia Romero sufriera privaciones y sobresaltos económicos, los cuales provocaron que durante un tiempo el pequeño Elvio se viera obligado a vivir en Encarnación al cuidado de su abuela, y tales eran las travesuras del niño, que una vez maduro reconoció haberle «infernalizado» la vida a aquella mujer. Por entonces apenas si dominaba el español pues, como los demás niños rurales, sólo hablaba el guaraní aprendido de su madre. Tenía el poeta seis años cuando estalló la guerra con Bolivia. Regresó entonces con sus padres y luego toda la familia partió hacia el noroeste para establecerse en el pequeño pueblo de Ñu-Porá, muy cerca de la frontera con Brasil.
Cuando evoca sus primeros pasos por la poesía, recuerda que su madre tenía un viejo cuaderno cuyas hojas cobijaban recortes de diarios y revistas, y en ellos podían leerse las poesías de algunos autores muy conocidos; así, sin proponérselo, y gustosa de la belleza de los versos, había estado componiendo una antología que aumentaba con el paso del tiempo. Esta recopilación reunía los nombres de Rubén Darío, Gustavo Adolfo Bécquer, Gutiérrez Nájera, Víctor Hugo, Núñez de Arce, Amado Nervo, entre otros, en un mismo y único volumen. El joven Elvio sentía un profundo y llamativo interés por aquellas líneas que los ojos de su madre leían habitualmente y que producían en su sensibilidad una «música de maravillosas resonancias». Esta atracción se tradujo en un persistente esfuerzo por comprender el español y por inteligir la belleza de la sonoridad de la palabra en su rara relación con el significado. Poco a poco fue memorizando aquellos versos y también los nombres de sus autores; solía, a menudo, recitarlos en rueda de conocidos. Así apareció ese nuevo sentido cósmico que con el tiempo se le haría indispensable para vivir: el universo de la poesía. No tardó en intentar emular a sus maestros y esbozó así, a los nueve años, sus primeros poemas.
Después de fue  finalizada la guerra del Chaco, comenzó en España la guerra civil. Por una parte, el Paraguay literario soñaba con la integración; por otra, llegaba la poesía española como una invasión por detrás de las noticias de guerra. Así se conocieron las obras de las principales figuras hispanas de aquel momento: Federico García Lorca, Miguel Hernández, Emilio Prados, Rafael Alberti, León Felipe... Elvio Romero tenía entonces sólo diez años y llegaba a la adolescencia con la música de los grandes líricos españoles de entonces. De este mismo modo, otros poetas, más maduros, buscaron insertarse en el clima literario internacional y nutrir así las viejas formas. Tanto los antiguos formatos líricos paraguayos como los que llegan hasta la segunda mitad del siglo XX, responden en un todo al español, poco o nada influenciados por franceses, ingleses o italianos. Elvio Romero, por los imponderables caminos que transita la poesía, se encuentra con ciertos versos que le resultan extraños a la vez de novedosos: es el caso del libro Tumulto, obra de clara influencia norteamericana del argentino José Portogalo. Si bien la poesía de Buenos Aires en nada se relacionaba con la del país del norte, demostraba así estar atenta a los movimientos de la literatura internacional; Walt Whitman, Ernest Hemingway y William Faulkner eran ya las lecturas obligadas en todo intelectual porteño que quisiera preciarse de tal.
Los Romero viven tres años en Ñu-Porá y luego parten hacia Asunción. Una vez en la capital, el pequeño Elvio reanuda sus estudios y termina la escuela primaria, inscribiéndose luego en la secundaria, por la que muestra un claro desinterés. Ya se siente escritor y su instintiva avidez por las letras lo lleva de la mano a reunirse con sus pares, de modo que se incorpora al grupo de colaboradores reunidos por la revista Noticias, «siendo [aún] un niño», según Walter Wey. En esta revista publica su primer artículo literario, un comentario sobre la personalidad y la obra de Romain Rolland. Acerca de ese atrevimiento declarará más tarde: «un irresponsable estudio, cosa terrible y temeraria». Inmediatamente después empezó a publicar en algunos diarios, principalmente en El País, en los que aparecieron sus primeras poesías.

## Trayectoria y reconocimiento
Militante comunista, luego de la guerra civil de 1947 se ve forzado, con escasos 21 años, y como tantos otros, a abandonar a la que él mismo llama «nuestra profunda tierra». Desde entonces y hasta su fallecimiento, no volvió a residir en el Paraguay. Viajó incansablemente alrededor del mundo, desempeñando tareas editoriales, pronunciado recitales y conferencias en varios centros culturales de América, Asia y Europa. Jamás olvidó a su patria y a los suyos y las inflexiones de su voz, al decir como pocos poetas su propia poesía, tienen un timbre inconfundiblemente paraguayo.  
El gran novelista guatemalteco Miguel Ángel Asturias, premio Nobel de literatura en 1967, en la presentación del libro de Romero El sol bajo las raíces (1956), brinda un maravilloso recado acerca del poeta y su obra:

Lo que caracteriza la poesía de Elvio Romero es su sabor a tierra, a madera, a agua, a sol, el rigor con que trata sus temas, no abandonándose ni un solo momento a la facilidad del verso, y el querer interpretar el drama de su país joyoso de naturaleza y triste de existencia, como muchos de nuestros países.
Pocas voces americanas tan hondas y fieles al hombre y sus problemas, y por eso universal. Poesía invadida, llamo yo a esta poesía. Poesía invadida por la vida, por el juego y el fuego de la vida. Pero no la vida como la concibe el europeo, chato siempre ante nuestro mundo maravilloso y mágico, sino como la concebimos nosotros. Elvio Romero, como todos los auténticos poetas de América, no tiene que poblar un mundo vacío con su imaginación. Ese mundo ya existe. Interpretarlo es su papel, lo real es lo poético en América, no lo imaginado o ficticio.
Y por eso se nos queda tanta geografía dispersa en flores, en astros, en piedras, en aves, cuando leemos los poemas de este inspirado poeta paraguayo. Por los intersticios de tanto prodigio como va cantando, se escapa el dolor de los pueblos, gemido y protesta, pero también esperanza y fe. Pero estos sentimientos y pensamientos nacidos del paisaje que se torna lúcido y que por momentos llegan a ser opresores, son rotos por el poeta que los «nombra». Romper el encantamiento «nombrándolos» es el arte de Elvio Romero, el encantamiento natural, ya que son transpuestos a sus poemas en el logro de otro encanto, el de la poesía, el sobrenatural.
Sobre la naturaleza van sus versos arrastrando raíces de sangre viva, de vértigo, contraste y metamorfosis. Lo formal, se cuenta, cuenta poco en poetas en que hay una tempestad atronadora, en los cuales lo que se dice se expande y al expandirse crea o recrea, del mundo nuevo, su vibración auténtica.

Y Rafael Alberti, notable exponente de la generación poética del 27 en la literatura española, le canta, en los encendidos versos de su poema «Elvio Romero, poeta paraguayo»:

Las alas, sí, las alas,

contra la vida quieta.

Cante, llore el poeta

volando entre las balas.

Por los signos del Día

también tú señalado

clavel arrebatado

y espada de agonía.

Casi recién nacida,

lumbre madura y fuerte,

sabes más de la muerte

quizás que de la vida.

Y tu nombre aromado

huele más que a romero,

a pólvora, a reguero

de cuerpo ensangrentado.

La patria encadenada

y herida se sostiene

sin sueño y te mantiene

el alma desterrada.

Y mientras que penando

sin luz va el enemigo,

la Libertad contigo

regresará cantando.

Gabriela Mistral, la premio Nobel chilena, por su parte, escribe:

Pocas veces he sentido la tierra como acostada sobre un libro.

## Vida en el exilio
Exilio, desamparo, amor, esas otras expresiones de la misma vida, están permanentemente presentes en la prolífica obra de Romero. El mismo poeta declara:

Durante el largo exilio que padecí, mis compatriotas, mis amigos, y algunos desconocidos también, se acercaron a mi casa de exiliado, trayendo la fragancia de las cosas lejanas, reconfortando mi retiro.
Compartí la lucha de mi pueblo por su libertad, viví atento a la formidable gesta protagonizada por los miles de combatientes que, cautelosa y valerosamente, prepararon el porvenir de la patria, y mi canto se fue conformando así, entre exaltaciones vibrantes y melancolías, de esas luces y sombras que, alternativamente, estremecen el alma. No se ya si pronto, o tarde, comprendí que debía recoger en mi poesía todos los estados de ánimo que brotaron de esas tristezas fugaces y de una impresionante e impertinente rebeldía. Entonces abrí todas mis ventanas para que entrasen los vientos del mundo, y así pude juntar las desvaídas hojas del decaimiento con la ardiente ramazón de un fuego combativo. Todos mis sentimientos, todos, se mezclaron, como en la galera de un prestidigitador los papelitos de colores y desde donde salió volando una paloma de oro al calor de mis pasiones y mis imaginerías.

Residiendo en Buenos Aires, Argentina, donde desempeñaba funciones diplomáticas como agregado cultural de la Embajada Paraguaya en la capital argentina, donde falleció el 19 de mayo de 2004.

## Obras
| Año  | Obra                       |
| ---- | -------------------------- |
| 1948 | Días roturados             |
| 1950 | Resoles áridos             |
| 1953 | Despiertan las fogatas     |
| 1956 | El sol bajo las raíces     |
| 1961 | De cara al corazón         |
| 1961 | Esta guitarra dura         |
| 1966 | Libro de la migración      |
| 1967 | Un relámpago herido        |
| 1970 | Los innombrables           |
| 1975 | Destierro y atardecer      |
| 1977 | El viejo fuego             |
| 1984 | Los valles imaginarios     |
| 1994 | Flechas en un arco tendido |
| 1995 | De cara al corazón         |
| 2003 | Contra la vida quieta      |
| 2004 | Cantar de caminante        |

Como ensayista, es autor de Miguel Hernández, destino y poesía (1958) y de El poeta y sus encrucijadas (1991), obra con la cual se hizo acreedor del Premio Nacional de Literatura en su primera edición.

Fue colaborador del diario Última Hora, de Asunción, y de numerosas publicaciones culturales en la Argentina.

## "Biografía"
- Diccionario biográfico Forjadores del Paraguay, Quevedo de Ediciones, Buenos Aires, 1.ª edición, enero de 2000.
- Ricardo Rubio, Elvio Romero. La fuerza de la realidad, editorial ServiLibro, Asunción, 2003.
- Ricardo Rubio, Elvio Romero. De la tierra intensa, Ediciones La Luna Que, Buenos Aires, 2006
- Ricardo Rubio, «Elvio Romero, un corazón que canta», revista Proa, tercera época, n.º 77, marzo-abril de 2010,
- Ricardo Rubio, «Elvio Romero, el intelecto como proyecto de la emoción», Poetas sobre Poetas II (antología de ensayos), Ediciones La Luna Que, Castalia, 2014.
- Enrique Llopis, Cielito del Paraguay. Un perfil de Elvio Romero, Ediciones De Aquí a la Vuelta y Ediciones del CCC, Buenos Aires, 2010. El libro contiene un CD con la obra conjunta compuesta por Elvio Romero y el cantante y compositor Enrique Llopis. Acerca de este libro, el escritor argentino Juan José Manauta declaró: «Me regocija que alguien recupere para la cultura americana una presencia que no había muerto para nadie y menos para nosotros, siempre ávidos de semejante belleza».
- Ricardo Rubio, «Elvio Romero, la emoción como fuente del intelecto», Fascículo número 3 de la colección 'Considerando en frío', Tinta Buenos Aires, 2018.